# 大平雅美
大平 雅美（おおひら まさみ、1961年2月20日 - ）は、日本のフリーアナウンサー、大正大学客員准教授。元テレビ東京アナウンサー。オフィスR&M所属。

## 来歴・人物
香川県三豊市出身。学習院女子大学国際文化交流学部卒業。立教大学大学院文学研究科比較文明学専攻専攻修了。
四国電力入社。秘書室に配属され副社長秘書として勤務後、NHK高松放送局のニュースキャスターに転身。その後、テレビ東京のパーソナリティ室に移籍、アナウンサーとして午前の情報番組の司会、スポーツ番組キャスターを担当。特に“嫁と姑の面白クッキング”では姑役の大山のぶ代との絶妙な会話が話題になり嫁役として幅広く人気となる。
1994年（平成6年）フリーアナウンサーに転身。TBSテレビ「はなまるマーケット」“はなまるアナ”やコーナーリポーターで3年半出演。2011年（平成23年）10月からテレビ東京系「レディス4」にレギュラー出演している。
また、1989年（平成元年）から色彩が心身に与える影響の研究を開始。東京商工会議所1級カラーコーディネーターの資格を生かし、プレゼンテーションスキルやビジネスマナーなど幅広い業種において企業研修も多数行っている。 日本大学総合科学研究所研究員、共立女子大学非常勤講師を歴任。2013年（平成25年）9月に大正大学客員准教授に就任。社会の探求（映像と社会の関わり、色彩学）、映像とジェンダー、アニメーション論、プレゼンテーションなどの講義を担当している。

## 出演番組
放送局名の表記がない番組はすべてテレビ東京
- 630かがわ（NHK高松放送局） - キャスター
- カルチャーワイド90 - 司会（1989年4月 - ）
- タウン情報生ワイド - 司会（1990年4月 - ）
- ほのぼのワイド - 司会（1991年4月 - ）
- スポーツTODAY - キャスター
- 隅田川花火大会 - 総合司会など
- はなまるマーケット（TBS） - はなまるアナ、コーナーリポーター（1997年 - 2000年）
- レディス4 - アシスタント（2011年10月 - 2012年9月）
- L4 YOU! - （2012年10月 - 2017年3月）

## CM
- フォンテーヌイヴ（2010年）

## 著書
- 『カラーメッセージがあなたを変える』リヨン社、1998年6月。ISBN 978-4576980966。
- 『カラーコーディネートで幸せを呼ぶ!色彩心理テスト』ベストセラーズ、2001年6月。ISBN 978-4584380451。
- 『お客さま（クライアント）に愛される接し方・話し方―サロン繁栄の接客術』BABジャパン出版局、2006年2月。ISBN 978-4862201072。
- 『通販番組に学ぶ 話し方 人の心をつかむ1分間ルール』実業之日本社、2015年7月。ISBN 978-4-408-11113-1。